# Cappella di San Filippo Apostolo
La cappella di San Filippo Apostolo a Sticcianese è un edificio religioso situato nel territorio comunale di Campagnatico. La sua ubicazione è nella parte meridionale del territorio comunale, nei pressi della frazione di Arcille in località  Sticcianese.
L'edificio religioso fu costruito agli inizi del XIX secolo come cappella gentilizia dell'attiguo complesso rurale.

## Descrizione

### L'esterno
La cappella si presenta ad aula unica con tetto a capanna. Il paramento murario della facciata anteriore e del campanile rivestito in laterizio, mentre le restanti pareti esterne si presentano in blocchi di pietra.
Al centro della facciata anteriore si apre il portale ligneo d'ingresso ad arco tondo preceduto da un gradino, sopra il quale si apre un rosone circolare. La parte sommitale della facciata culmina con un coronamento, sul quale trovano appoggio i pinnacoli lateralmente e una croce centralmente.
Lungo il fianco laterale destro, rivestito esternamente in blocchi di pietra, si apre in posizione centrale una monofora ad arco tondo, mentre il fianco laterale sinistro è addossato ad un fabbricato ad uso abitativo.
Il campanile si eleva in posizione angolare tra il fianco destro e il lato posteriore della chiesa ed è caratterizzato da una sezione ad L, risultando aperto sui lati interni. Nella parte sommitale culmina con una vela angolare che include una cella campanaria per lato, con un pinnacolo che poggia all'apice del vertice comune.

### L'interno
L'interno si presenta a navata unica, articolandosi su una pianta rettangolare, con un caratteristico ballatoio in legno che sovrasta internamente l'area d'ingresso e con l'altare addossato alla parete posteriore, ove è collocata una tavola tra le due lesene laterali e il soprastante frontone semicircolare.